# بيري فان دير بيك
بيري فان دير بيك (بالإنجليزية: Perry Van der Beck)‏ (5 نوفمبر 1959 في الولايات المتحدة - ) هو مدرب كرة قدم ولاعب كرة قدم أمريكي في مركز الوسط. شارك مع منتخب الولايات المتحدة لكرة القدم. أما مع النوادي، فقد لعب مع تيم أمريكا ‏ وتامبا باي راوديز وسَانت لويس ستيمرز ‏ وتامبا باي تيرور ‏ وويتشاتا وينغز ‏ وDallas Sidekicks (1984–2004) ‏.

## وصلات خارجية
- بيري فان دير بيك على موقع قاعدة بيانات كرة القدم.إي يو (الإنجليزية)
- بيري فان دير بيك على موقع ناشيونال فوتبول تيمز (الإنجليزية)